# حزب إرادة جيل
حزب إرادة جيل هو حزب سياسي مصري، تأسس في عام 2019 ويرؤسه تيسير مطر، المُحاسب والأمين العام لتحالف الأحزاب المصرية.